# Teda socken
Teda socken i Uppland ingick i Åsunda härad, ingår sedan 1971 i Enköpings kommun och motsvarar från 2016 Teda distrikt.
Socknens areal är 16,98 kvadratkilometer, varav 16,96 land. År 2000 fanns här 113 invånare. Sockenkyrkan Teda kyrka ligger i socknen.  

## Administrativ historik
Teda socken har medeltida ursprung.
Vid kommunreformen 1862 övergick socknens ansvar för de kyrkliga frågorna till Teda församling och för de borgerliga frågorna bildades Teda landskommun. 1950 överfördes Kurön till Ängsö socken. Landskommunen uppgick 1952 i Åsunda landskommun som 1971 uppgick i Enköpings kommun. Församlingen uppgick 2006 i Södra Åsunda församling som 2010 uppgick i Tillinge och Södra Åsunda församling.
1 januari 2016 inrättades distriktet Teda, med samma omfattning som församlingen hade 1999/2000.  
Socknen har tillhört län, fögderier, tingslag och domsagor enligt vad som beskrivs i artikeln Åsunda härad. De indelta soldaterna tillhörde Upplands regemente, Enköpings kompani och Livregementets dragonkår, Sigtuna skvadron.

## Geografi
Teda socken ligger sydväst om Enköping kring Sagåns mynning i Oxfjärden som också ligger väster om socknen. Socknen är en slättbygd något kuperad vid kusten och med skog vid Sagåns mynning.

## Fornlämningar
Från bronsåldern finns gravrösen, skärvstenshögar samt skålgropstenar i Från järnåldern finns sju gravfält. En runsten finns vid prästgården.

## Namnet
Namnet skrevs 1301 Thedhom. Namnets tolkning är oklar, det har antagits innehålla tina syftande på isfritt vatten.